# 싱가포르 교향악단

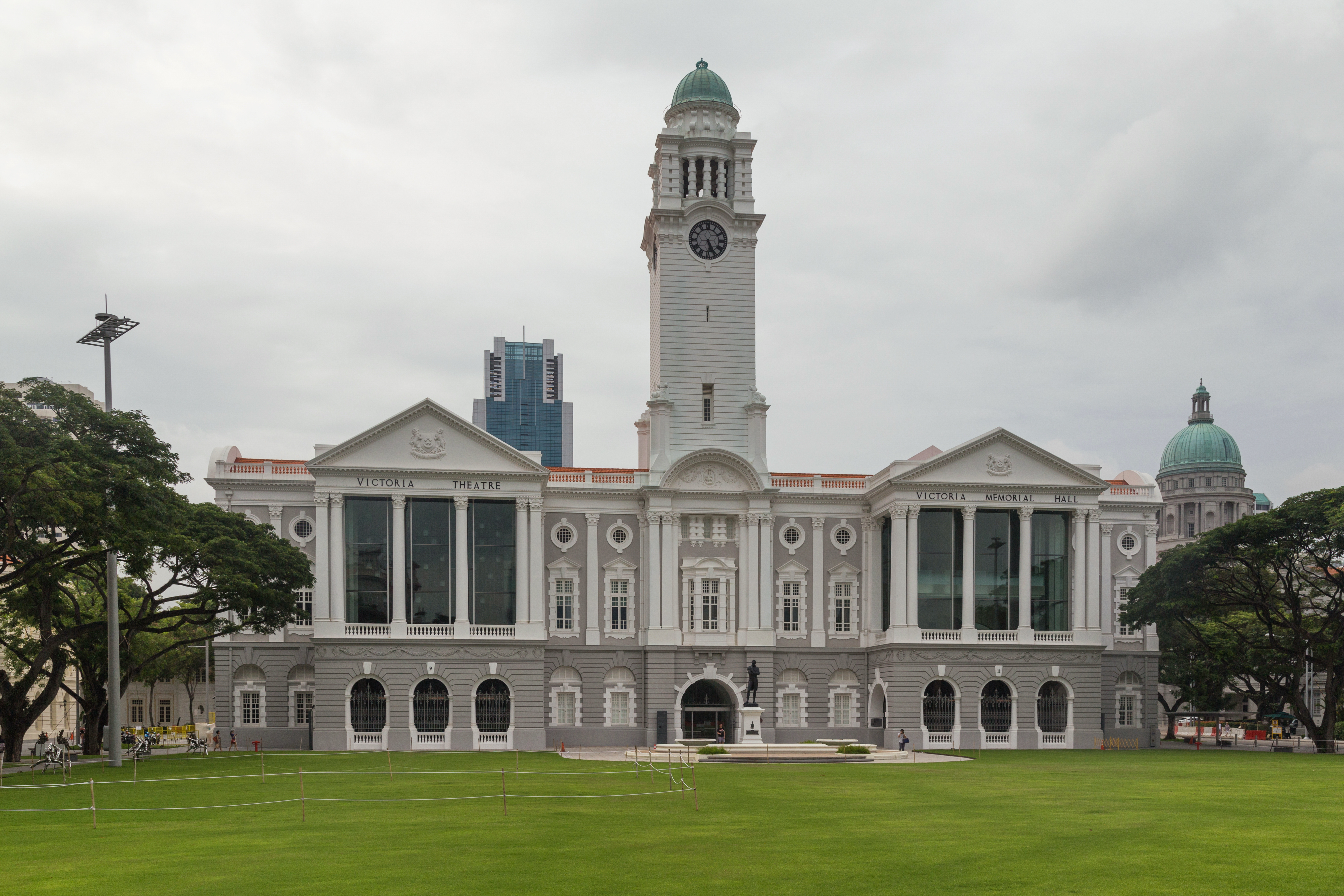

싱가포르 교향악단(Singapore Symphony Orchestra)은 싱가포르의 대표적인 관현악단이다. 1979년에 싱가포르 최초의 프로 관현악단으로 창단되었으며, 초대 음악 감독으로 중국계 지휘자인 추 회이가 발탁되었다. 추 회이는 1996년까지 재임하면서 연주력 향상과 다양한 연주 곡목의 확보에 주력했으며, 창단 이듬해인 1980년에 필리핀과 말레이시아에서 첫 해외 순회 공연을 개최했다.
이외에도 덴마크와 스웨덴, 노르웨이, 영국, 이탈리아, 그리스, 프랑스, 독일 등 유럽 국가들과 중화인민공화국, 중화민국, 일본, 대한민국 등 아시아 국가, 미국과 이집트 등에서 해외 공연을 개최한 바 있다. 홍콩에 본거지를 둔 다국적 음반사인 낙소스를 중심으로 녹음 활동도 진행했으며, 중국 관현악 작품들과 미하일 이폴리토프이바노프, 밀리 발라키레프, 프란츠 라흐너, 루이 슈포어, 오토리노 레스피기 등의 희귀 관현악 작품과 협주곡들을 음반으로 발매했다.
1997년부터는 중국계 미국인 지휘자 란 슈이가 제 2대 음악 감독으로 활동하고 있으며, 전임자였던 추 회이는 명예 지휘자 칭호를 수여받았다. 이외에도 전임 지휘자로 림 야우가 2001년부터 재직하고 있으며, 수석 객원 지휘자로는 핀란드 출신의 오코 카무가 2005년부터 활동하고 있다. 단원 대부분은 중국계 싱가포르인이지만, 러시아나 영국 출신의 외국인 연주자들도 참가하고 있다.
부속 단체로는 1980년과 2006년에 각각 창단된 싱가포르 교향악단 합창단(Singapore Symphony Chorus)과 싱가포르 교향악단 어린이 합창단(Singapore Symphony Children's Choir)이 활동하고 있다. 주요 공연장은 창단 때부터 빅토리아 극장과 콘서트홀의 콘서트홀을 사용하고 있었으나, 2002년에 최신 설비의 대규모 복합 공연장인 에스플라나드가 완공되면서 옮겨갔다. 그러나 빅토리아 콘서트홀도 어린이 음악회나 실내악 연주회 등을 위주로 계속 사용하고 있으며, 싱가포르 식물원에서는 여름 시즌에 야외 공연도 개최하고 있다.
최근에는 스웨덴 음반사인 비스를 중심으로 음반 녹음을 하고 있으며, 체레프닌의 관현악 작품들과 브라이트 솅, 천 이, 버너드 탕, 저우 롱 등 중국인 혹은 중국계 작곡가의 작품들을 출반하고 있다.